# Émile Blémont

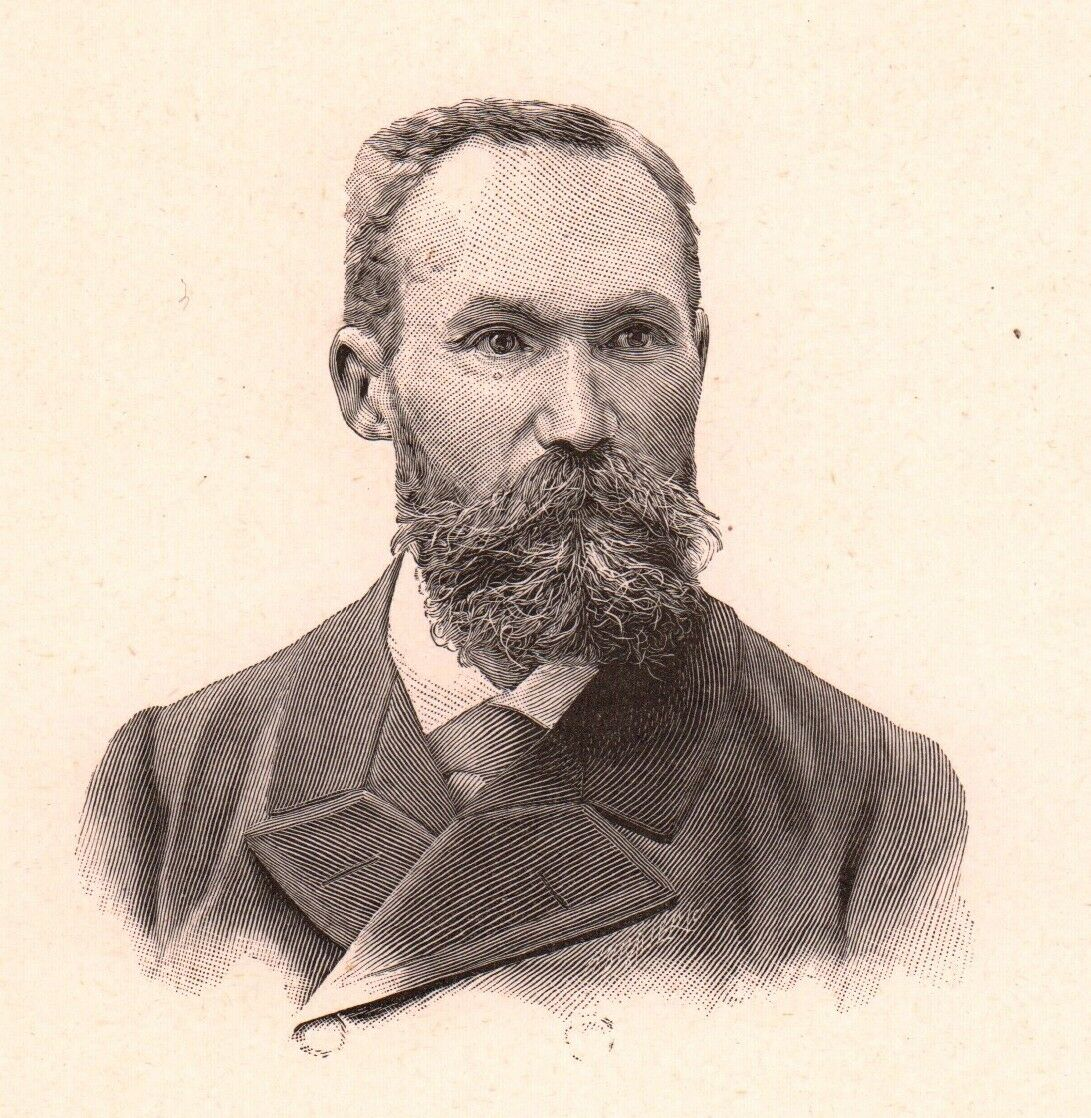
Émile Blémont, 1897

Léon-Émile Blémont (* 17. Juli 1839 in Paris; † 2. Februar 1927 ebenda) war ein französischer Lyriker, Dramatiker und Übersetzer.

## Leben
Zusammen mit Léon Dierx, José-Maria de Heredia und Sully Prudhomme gründete Blémont 1902 in Paris die Société des poètes français, welche die zeitgenössische Literaturkritik als eigenständige Vereinigung sah und diese in der Gesamtheit zu den Parnassiens zählte. Alphonse Lemerre nahm dann auch von allen Mitgliedern dieser Gruppierung Werke in die später berühmt gewordene Anthologie Le Parnasse contemporain mit auf.

## Werke

### Lyrik
- L'âme etoilée. 1906
- Poèmes de Chine. 1887
- Poèmes d'Italie. 1870

### Theaterstücke
- Les Ciseaux (zusammen mit Jules Truffier)
- Molière en Auteuil (zusammen mit Léon Valade)
- Roger de Naples

### Übersetzungen
- Edgar Allan Poe: „Les Cloches“ et quelques autres poèmes. 1876
- Laurence Sterne: Voyage sentimental en France et en Italie. 1884
- Mark Twain: Esquisses americaines. 1881